# Fahndung (Fernsehreihe)
Fahndung war eine Fernsehreihe des Fernsehens der DDR, innerhalb derer Episoden verschiedener ausländischer Krimiserien gezeigt wurden. Die Reihe wurde erstmals am 22. Januar 1980 auf DDR1 ausgestrahlt. Es liefen 81 Folgen.
Gezeigt wurden unter anderem folgende Serien:
- Kommissar Moulin (Frankreich); 15 Folgen ab 22. Januar 1980
- Morddezernat Melbourne (Australien); 5 Folgen ab 26. März 1980[2]
- Der Spürsinn des Mr. Reeder (Großbritannien); 8 Folgen ab 9. April 1980
- Van der Valk ermittelt (Großbritannien); 6 Folgen ab 16. April 1980
- Chefinspektor Alleyn (Neuseeland); 4 Folgen ab 30. April 1980[3]
- Inspektor Cameron, Toronto (Kanada); 13 Folgen ab 4. Mai 1983[4]
- Flughafenpolizei Tokio (Japan);[1] 24 Folgen ab 18. Mai 1983[5]
- Detective Sergeant Bulman, Scotland Yard (Großbritannien); 6 Folgen ab 1. Juni 1983[6]